# Wahlkreis Ascoli Piceno (Camera dei deputati)
Der Wahlkreis Ascoli Piceno war von 1993 bis 2005 und ist seit 2017 wieder ein Wahlkreis (italienisch collegio elettorale) für die Wahl der Abgeordnetenkammer.

## Von 1993 bis 2005

### Wahlkreisgebiet
Der Wahlkreis umfasste 25 Gemeinden: Acquasanta Terme, Amandola, Appignano del Tronto, Arquata del Tronto, Ascoli Piceno, Castel di Lama, Castignano, Castorano, Colli del Tronto, Comunanza, Folignano, Force, Maltignano, Montefalcone Appennino, Montefortino, Montegallo, Montemonaco, Offida, Palmiano, Roccafluvione, Rotella, Santa Vittoria in Matenano, Smerillo, Spinetoli und Venarotta.

### Wahlergebnisse

#### Parlamentswahl 1994

##### Direktstimmen
| Kandidaten               | Kandidaten                | Parteien           | Stimmen | %    |
| ------------------------ | ------------------------- | ------------------ | ------- | ---- |
|                          | Giovanni Ferrantegewählt  | Progressisti       | 27.835  | 35,1 |
|                          | Giulio Conti              | Alleanza Nazionale | 19.349  | 24,4 |
|                          | Maurizio Maria Ramazzotti | Patto per l’Italia | 16.960  | 21,4 |
|                          | Tommaso Pietropaolo       | Forza Italia       | 15.057  | 19,0 |
| Gesamt                   | Gesamt                    | Gesamt             | 79.201  | 100  |
|                          |                           |                    |         |      |
| Ungültige Stimmen        | Ungültige Stimmen         | Ungültige Stimmen  | 6.231   | 7,3  |
| Wähler                   | Wähler                    | Wähler             | 85.432  | 85,2 |
| Wahlberechtigte          | Wahlberechtigte           | Wahlberechtigte    | 100.226 |      |
|                          |                           |                    |         |      |
| Quelle: Innenministerium |                           |                    |         |      |

##### Listenstimmen
| Parteien                             | Parteien           | Parteien                           | Stimmen | %    |
| ------------------------------------ | ------------------ | ---------------------------------- | ------- | ---- |
|                                      | Progressisti       | Partito Democratico della Sinistra | 17.693  | 22,1 |
| Partito della Rifondazione Comunista | Progressisti       | 7.369                              | 9,2     |      |
| Federazione dei Verdi                | Progressisti       | 2.190                              | 2,7     |      |
| Alleanza Democratica                 | Progressisti       | 2.168                              | 2,7     |      |
| Partito Socialista Italiano          | Progressisti       | 1.464                              | 1,8     |      |
| La Rete                              | Progressisti       | 1.353                              | 1,7     |      |
| ↳ Gesamt                             | Progressisti       | 32.237                             | 40,3    |      |
|                                      | Alleanza Nazionale | Alleanza Nazionale                 | 19.095  | 23,9 |
|                                      | Forza Italia       | Forza Italia                       | 15.157  | 18,9 |
|                                      | Patto per l’Italia | Partito Popolare Italiano          | 13.508  | 16,9 |
| Gesamt                               | Gesamt             | Gesamt                             | 79.997  | 100  |
|                                      |                    |                                    |         |      |
| Ungültige Stimmen                    | Ungültige Stimmen  | Ungültige Stimmen                  | 5.436   | 6,4  |
| Wähler                               | Wähler             | Wähler                             | 85.433  | 85,2 |
| Wahlberechtigte                      | Wahlberechtigte    | Wahlberechtigte                    | 100.226 |      |
|                                      |                    |                                    |         |      |
| Quelle: Innenministerium             |                    |                                    |         |      |

#### Parlamentswahl 1996

##### Direktstimmen
| Kandidaten               | Kandidaten           | Parteien            | Stimmen | %    |
| ------------------------ | -------------------- | ------------------- | ------- | ---- |
|                          | Paolo Polentagewählt | L’Ulivo             | 39.286  | 50,9 |
|                          | Giulio Conti         | Polo per le Libertà | 37.840  | 49,1 |
| Gesamt                   | Gesamt               | Gesamt              | 77.126  | 100  |
|                          |                      |                     |         |      |
| Ungültige Stimmen        | Ungültige Stimmen    | Ungültige Stimmen   | 7.376   | 8,7  |
| Wähler                   | Wähler               | Wähler              | 84.502  | 83,7 |
| Wahlberechtigte          | Wahlberechtigte      | Wahlberechtigte     | 100.982 |      |
|                          |                      |                     |         |      |
| Quelle: Innenministerium |                      |                     |         |      |

##### Listenstimmen
| Parteien                                          | Parteien                             | Parteien                             | Stimmen | %    |
| ------------------------------------------------- | ------------------------------------ | ------------------------------------ | ------- | ---- |
|                                                   | Polo per le Libertà                  | Alleanza Nazionale                   | 18.229  | 23,2 |
| Forza Italia                                      | Polo per le Libertà                  | 13.711                               | 17,4    |      |
| CCD – CDU                                         | Polo per le Libertà                  | 6.261                                | 8,0     |      |
| ↳ Gesamt                                          | Polo per le Libertà                  | 38.201                               | 48,6    |      |
|                                                   | L’Ulivo                              | Partito Democratico della Sinistra   | 17.240  | 21,9 |
| Popolari per Prodi (PPI – SVP – PRI – UD – Prodi) | L’Ulivo                              | 4.733                                | 6,0     |      |
| Rinnovamento Italiano                             | L’Ulivo                              | 3.555                                | 4,5     |      |
| Federazione dei Verdi                             | L’Ulivo                              | 1.702                                | 2,2     |      |
| ↳ Gesamt                                          | L’Ulivo                              | 27.230                               | 34,6    |      |
|                                                   | Partito della Rifondazione Comunista | Partito della Rifondazione Comunista | 9.681   | 12,3 |
|                                                   | Lista Pannella – Sgarbi              | Lista Pannella – Sgarbi              | 1.595   | 2,0  |
|                                                   | Fiamma Tricolore                     | Fiamma Tricolore                     | 1.091   | 1,4  |
|                                                   | Lega Nord                            | Lega Nord                            | 652     | 0,8  |
|                                                   | Per le Marche                        | Per le Marche                        | 156     | 0,2  |
| Gesamt                                            | Gesamt                               | Gesamt                               | 78.606  | 100  |
|                                                   |                                      |                                      |         |      |
| Ungültige Stimmen                                 | Ungültige Stimmen                    | Ungültige Stimmen                    | 5.899   | 7,0  |
| Wähler                                            | Wähler                               | Wähler                               | 84.505  | 83,7 |
| Wahlberechtigte                                   | Wahlberechtigte                      | Wahlberechtigte                      | 100.982 |      |
|                                                   |                                      |                                      |         |      |
| Quelle: Innenministerium                          |                                      |                                      |         |      |

#### Parlamentswahl 2001

##### Direktstimmen
| Kandidaten               | Kandidaten              | Parteien           | Stimmen | %    |
| ------------------------ | ----------------------- | ------------------ | ------- | ---- |
|                          | Orlando Ruggierigewählt | L’Ulivo            | 34.778  | 44,7 |
|                          | Giulio Conti            | Casa delle Libertà | 33.989  | 43,7 |
|                          | Gino Vallesi            | Democrazia Europea | 4.494   | 5,8  |
|                          | Dante Merlonghi         | Lista Di Pietro    | 2.829   | 3,6  |
|                          | Massimo Pagnotta        | Lista Emma Bonino  | 1.773   | 2,3  |
| Gesamt                   | Gesamt                  | Gesamt             | 77.863  | 100  |
|                          |                         |                    |         |      |
| Ungültige Stimmen        | Ungültige Stimmen       | Ungültige Stimmen  | 5.267   | 6,3  |
| Wähler                   | Wähler                  | Wähler             | 83.130  | 81,8 |
| Wahlberechtigte          | Wahlberechtigte         | Wahlberechtigte    | 101.572 |      |
|                          |                         |                    |         |      |
| Quelle: Innenministerium |                         |                    |         |      |

##### Listenstimmen
| Parteien                               | Parteien                             | Parteien                             | Stimmen | %    |
| -------------------------------------- | ------------------------------------ | ------------------------------------ | ------- | ---- |
|                                        | Casa delle Libertà                   | Forza Italia                         | 18.266  | 23,7 |
| Alleanza Nazionale                     | Casa delle Libertà                   | 15.308                               | 19,9    |      |
| CCD – CDU                              | Casa delle Libertà                   | 3.615                                | 4,7     |      |
| Nuovo PSI                              | Casa delle Libertà                   | 468                                  | 0,6     |      |
| ↳ Gesamt                               | Casa delle Libertà                   | 37.657                               | 48,9    |      |
|                                        | L’Ulivo                              | Democratici di Sinistra              | 13.161  | 17,1 |
| La Margherita (Dem – PPI – RI – Udeur) | L’Ulivo                              | 11.312                               | 14,7    |      |
| Partito dei Comunisti Italiani         | L’Ulivo                              | 1.524                                | 2,0     |      |
| Il Girasole (FdV – SDI)                | L’Ulivo                              | 1.099                                | 1,4     |      |
| ↳ Gesamt                               | L’Ulivo                              | 27.096                               | 35,2    |      |
|                                        | Partito della Rifondazione Comunista | Partito della Rifondazione Comunista | 5.229   | 6,8  |
|                                        | Lista Di Pietro                      | Lista Di Pietro                      | 3.357   | 4,4  |
|                                        | Lista Emma Bonino                    | Lista Emma Bonino                    | 1.606   | 2,1  |
|                                        | Democrazia Europea                   | Democrazia Europea                   | 1.599   | 2,1  |
|                                        | Movimento Repubblicani Europei       | Movimento Repubblicani Europei       | 377     | 0,5  |
|                                        | Paese Nuovo                          | Paese Nuovo                          | 64      | 0,1  |
|                                        | Abolizione Scorporo                  | Abolizione Scorporo                  | 61      | 0,1  |
| Gesamt                                 | Gesamt                               | Gesamt                               | 77.046  | 100  |
|                                        |                                      |                                      |         |      |
| Ungültige Stimmen                      | Ungültige Stimmen                    | Ungültige Stimmen                    | 6.088   | 7,3  |
| Wähler                                 | Wähler                               | Wähler                               | 83.134  | 81,8 |
| Wahlberechtigte                        | Wahlberechtigte                      | Wahlberechtigte                      | 101.572 |      |
|                                        |                                      |                                      |         |      |
| Quelle: Innenministerium               |                                      |                                      |         |      |

## Von 2017 bis 2020

### Wahlkreisgebiet
Der Wahlkreis umfasste 57 Gemeinden: alle 33 Gemeinden der Provinz Ascoli Piceno und 24 von 40 Gemeinden der Provinz Fermo (Altidona, Amandola, Belmonte Piceno, Campofilone, Grottazzolina, Lapedona, Magliano di Tenna, Monsampietro Morico, Monte Giberto, Monte Rinaldo, Monte Vidon Combatte, Montefalcone Appennino, Montefortino, Monteleone di Fermo, Montelparo, Monterubbiano, Montottone, Moresco, Ortezzano, Pedaso, Petritoli, Ponzano di Fermo, Santa Vittoria in Matenano und Smerillo).

### Wahlergebnisse

#### Parlamentswahl 2018
| Kandidaten               | Kandidaten             | Stimmen | %    | Listen                               | Stimmen | %    |
| ------------------------ | ---------------------- | ------- | ---- | ------------------------------------ | ------- | ---- |
|                          | Roberto Cataldigewählt | 54.008  | 37,6 | Movimento 5 Stelle                   | 54.008  | 37,6 |
|                          | Marcio Fioravanti      | 47.472  | 33,0 | Lega                                 | 22.606  | 15,7 |
| Forza Italia             | Marcio Fioravanti      | 47.472  | 33,0 | 16.774                               | 11,7    |      |
| Fratelli d’Italia        | Marcio Fioravanti      | 47.472  | 33,0 | 6.883                                | 4,8     |      |
| Noi con l’Italia – UDC   | Marcio Fioravanti      | 47.472  | 33,0 | 1.209                                | 0,8     |      |
|                          | Antimo Di Francesco    | 30.710  | 21,4 | Partito Democratico                  | 27.101  | 18,8 |
| +Europa                  | Antimo Di Francesco    | 30.710  | 21,4 | 2.157                                | 1,5     |      |
| Civica Popolare          | Antimo Di Francesco    | 30.710  | 21,4 | 810                                  | 0,6     |      |
| Italia Europa Insieme    | Antimo Di Francesco    | 30.710  | 21,4 | 642                                  | 0,4     |      |
|                          | Pier Paolo Flammini    | 3.610   | 2,5  | Liberi e Uguali                      | 3.610   | 2,5  |
|                          | Giorgio Ferretti       | 2.993   | 2,1  | CasaPound Italia                     | 2.993   | 2,1  |
|                          | Gabriele Marcozzi      | 1.915   | 1,3  | Potere al Popolo!                    | 1.915   | 1,3  |
|                          | Andrea Quaglietti      | 1.431   | 1,0  | Il Popolo della Famiglia             | 1.431   | 1,0  |
|                          | Emiliano Celli         | 1.104   | 0,8  | Partito Comunista                    | 1.104   | 0,8  |
|                          | Piero Maravalli        | 466     | 0,3  | Partito Valore Umano                 | 466     | 0,3  |
|                          | Alessandro Raccichini  | 107     | 0,1  | Lista del Popolo per la Costituzione | 107     | 0,1  |
| Gesamt                   | Gesamt                 | 143.816 | 100  |                                      | 143.816 | 100  |
|                          |                        |         |      |                                      |         |      |
| Ungültige Stimmen        | Ungültige Stimmen      | 4.249   | 2,9  |                                      |         |      |
| Wähler                   | Wähler                 | 148.065 | 77,0 |                                      |         |      |
| Wahlberechtigte          | Wahlberechtigte        | 192.261 |      |                                      |         |      |
|                          |                        |         |      |                                      |         |      |
| Quelle: Innenministerium |                        |         |      |                                      |         |      |

## Seit 2020

### Wahlkreisgebiet
| Wahlkreise – Camera dei deputati – Marken | Wahlkreise – Camera dei deputati – Marken | Wahlkreise – Camera dei deputati – Marken    |
| Provinz                                   | Provinz                                   | Gemeinden nach Provinzen ⮞ Wahlkreis         |
| ----------------------------------------- | ----------------------------------------- | -------------------------------------------- |
|                                           | Provinz Ancona (47 Gemeinden)             | 43 ⮞ Wahlkreis Ancona 4 ⮞ Wahlkreis Macerata |
|                                           | Provinz Ascoli Piceno (33 Gemeinden)      | alle ⮞ Wahlkreis Ascoli Piceno               |
|                                           | Provinz Fermo (40 Gemeinden)              | alle ⮞ Wahlkreis Ascoli Piceno               |
|                                           | Provinz Macerata (55 Gemeinden)           | alle ⮞ Wahlkreis Macerata                    |
|                                           | Provinz Pesaro und Urbino (50 Gemeinden)  | alle ⮞ Wahlkreis Pesaro                      |

Der Wahlkreis umfasst 73 Gemeinden:
- alle 33 Gemeinden der Provinz Ascoli Piceno;
- alle 40 Gemeinden der Provinz Fermo.

### Wahlergebnisse

#### Parlamentswahl 2022
| Kandidaten                          | Kandidaten                  | Stimmen | %    | Listen                                                  | Stimmen | %    |
| ----------------------------------- | --------------------------- | ------- | ---- | ------------------------------------------------------- | ------- | ---- |
|                                     | Francesco Battistonigewählt | 90.811  | 47,7 | Fratelli d’Italia                                       | 60.216  | 31,6 |
| Lega per Salvini Premier            | Francesco Battistonigewählt | 90.811  | 47,7 | 14.893                                                  | 7,8     |      |
| Forza Italia                        | Francesco Battistonigewählt | 90.811  | 47,7 | 14.627                                                  | 7,7     |      |
| Noi Moderati                        | Francesco Battistonigewählt | 90.811  | 47,7 | 1.075                                                   | 0,6     |      |
|                                     | Meri Marziali               | 44.303  | 23,3 | Partito Democratico – Italia Democratica e Progressista | 34.124  | 17,9 |
| Alleanza Verdi e Sinistra           | Meri Marziali               | 44.303  | 23,3 | 5.599                                                   | 2,9     |      |
| +Europa                             | Meri Marziali               | 44.303  | 23,3 | 3.802                                                   | 2,0     |      |
| Impegno Civico – Centro Democratico | Meri Marziali               | 44.303  | 23,3 | 778                                                     | 0,4     |      |
|                                     | Giorgio Fede                | 28.734  | 15,1 | Movimento 5 Stelle                                      | 28.734  | 15,1 |
|                                     | Maria Stella Origlia        | 12.592  | 6,6  | Azione – Italia Viva                                    | 12.592  | 6,6  |
|                                     | Guido Olivieri              | 4.975   | 2,6  | Italexit per l’Italia                                   | 4.975   | 2,6  |
|                                     | Catia Jachetti              | 2.773   | 1,5  | Italia Sovrana e Popolare                               | 2.773   | 1,5  |
|                                     | Diletta Parrino             | 2.698   | 1,4  | Unione Popolare                                         | 2.698   | 1,4  |
|                                     | Ruggero Giacomini           | 1.894   | 1,0  | Partito Comunista Italiano                              | 1.894   | 1,0  |
|                                     | Maria Teresa Taroni         | 1.137   | 0,6  | Vita                                                    | 1.137   | 0,6  |
|                                     | Oscar Piergallini           | 631     | 0,3  | Alternativa per l’Italia (PdF – Exit)                   | 631     | 0,3  |
| Gesamt                              | Gesamt                      | 190.548 | 100  |                                                         | 190.548 | 100  |
|                                     |                             |         |      |                                                         |         |      |
| Ungültige Stimmen                   | Ungültige Stimmen           | 8.895   | 4,5  |                                                         |         |      |
| Wähler                              | Wähler                      | 199.443 | 67,8 |                                                         |         |      |
| Wahlberechtigte                     | Wahlberechtigte             | 293.956 |      |                                                         |         |      |
|                                     |                             |         |      |                                                         |         |      |
| Quelle: Innenministerium            |                             |         |      |                                                         |         |      |